# Sándorhegy
Sándorhegy (németül: Tschanigraben) község Ausztriában Burgenland tartományban a Németújvári járásban.

## Fekvése
Németújvártól 6 km-re délre a magyar határ mellett fekszik.

## Története
Sándorhegy 1800-ig Borosgödör településrésze volt. Első írásos említése 1736-ban „Schonagraben” alakban történt, 1765-ben „Chanigram”, 1789-től „Sándorhegy, Sconagraben, Tsonagraben, Csanagraben, Tsanagraben” alakban is említik. A Batthyányak németújvári uradalmához tartozott. 1789-ben a Neubauer, Artinger, Stuiber, Krobath, Svetalics, Köppel, Pamer, Bruner, Jost, Mulzet, Nikles, Mehlmauer, Falusi, Takerer, Konrath és Zimitz családokat jegyezték fel a településen.
A szomszédos Borosgödörhöz hasonlóan a hívek egyházilag a felsőrönöki Szent Imre templomhoz tartoztak. A községnek csak 1893-óta van önálló temetője. 1812-ig a gyermekek is Felsőrönökre jártak iskolába.  Az első helyi tanító Gottfried Loth volt, 1858-ban hunyt el 65 évesen. 1895-től a gyermekek a borosgödöri iskolába jártak.
Fényes Elek szerint „Sándorhegy, német f., Vas vmegyében, 146 lak. F. u. b. Sennyei. Ut. p. Rába-Sz.-Mihály.”
Vas vármegye monográfiája szerint „Sándorhegy, 42 házzal és 255 németajkú, r. kath. és ág. ev. vallású lakossal. Postája és távírója Németujvár. Birtokos herczeg Batthyány Fülöp.”
1910-ben 190 német lakosa volt. A trianoni békeszerződésig Vas vármegye Németújvári járásához tartozott. 1921-ben Ausztria Burgenland tartományának része lett. 1971-ben Újteleppel, Alsó- és Felsőmedvessel, valamint Borosgödörrel egy nagyközségben egyesítették. 1991. május 31-én a nagyközséget megszüntették és részei újra önálló községek lettek.
2001-ben 67 lakosából 66 német, 1 horvát volt.

## Nevezetességei
A község közelében, de már a határ magyar oldalán néhány méterre áll az 1907-ben épített, majd a hosszú hányattatások után 1992-ben újra felszentelt felsőrönöki Szent Imre-templom.

## Külső hivatkozások
- Várszentmiklós weboldala
- Sándorhegy a dél-burgenlandi települések honlapján
- Sándorhegy az Osztrák Statisztikai Hivatal honlapján
- Geomix.at[halott link]